# Carini
Carini é uma comuna italiana da região da Sicília, província de Palermo, com cerca de 25.752 habitantes. Estende-se por uma área de 76 km², tendo uma densidade populacional de 339 hab/km². Faz fronteira com Capaci, Cinisi, Giardinello, Monreale, Montelepre, Partinico, Terrasini, Torretta.

## Demografia
| Variação demográfica do município entre 1861 e 2011                               |
|                                                                                   |
| Fonte: Istituto Nazionale di Statistica (ISTAT) - Elaboração gráfica da Wikipedia |